# Borgå stift 1723–1923
Borgå stift var ett evangelisk-lutherskt stift i Finland. 
Stiftet grundades i och med att biskopssätet i Viborgs stift år 1723 flyttats till Borgå och varade fram till att det flyttades till Tammerfors år 1923. Stiftet skall inte blandas ihop med dagens finlandssvenska Borgå stift.
De lutherska församlingarna i ryska Finland åtnjöt 1721-1809 självstyrelse och över huvud även alla andra rättigheter, som tillkom dem efter gammal svensk kyrkorätt. Konsistorier fanns i Viborg och Fredrikshamn, vilka lydde först under den grekisk-ortodoxa s.k. heliga synoden, men sedermera länge under ett s.k. justitiekollegium.
Då hela Finland efter Sveriges nederlag i finska kriget 1808-1809 kommit under den ryske kejsarens spira, införlivades 1811 landets sydöstra del med storfurstendömet, och samma år lades hela Viborgs stifts gamla område under biskopen i Borgå. Den omfattning, som Borgå stift därigenom fick, behöll det intill 1851, då, enligt manifestet av 6 mars 1850, en ny kyrklig fördelning infördes och Kuopio län (norra Karelen) skildes därifrån. Genom en ny reglering av landets samtliga stift, vilken reglering 1897 trädde i kraft, varvid en fjärde stiftsstyrelse, främst för sydöstra Finland, inrättades i Nyslott, ändrades församlingarnas fördelning stiftsvis betydligt. Området för Borgå stift blev härigenom inte obetydligt minskat, fastän detsamma å sin sida mottog särskilda nya församlingar från Åbo ärkestift.
År 1923 grundades i Borgå ett nytt stift, varför biskopssätet för det stift som denna artikel behandlar flyttades till Tammerfors. Detta stift har därför kommit att kallas Tammerfors stift.

## Biskopar i Borgå stift
- Johannes Gezelius den yngste 1723-1733
- Daniel Juslenius 1734-1743
- Johan Nylander 1745-1761
- Gabriel Fortunius 1762-1789
- Paul Krogius 1789-1792
- Zacharias Cygnæus den äldre 1792-1809
- Magnus Jakob Alopaeus 1809-1818
- Zacharias Cygnaeus den yngre 1819-1820
- Johan Molander 1821-1837
- Carl Gustaf Ottelin 1838-1864
- Frans Ludvig Schauman 1865-1878
- Anders Johan Hornborg 1878-1883
- Johan Viktor Johnsson 1884
- Carl Henrik Alopaeus 1885-1892
- Herman Råbergh 1892-1920
- Jaakko Gummerus 1920-1923